# Aithra (Théseova matka)

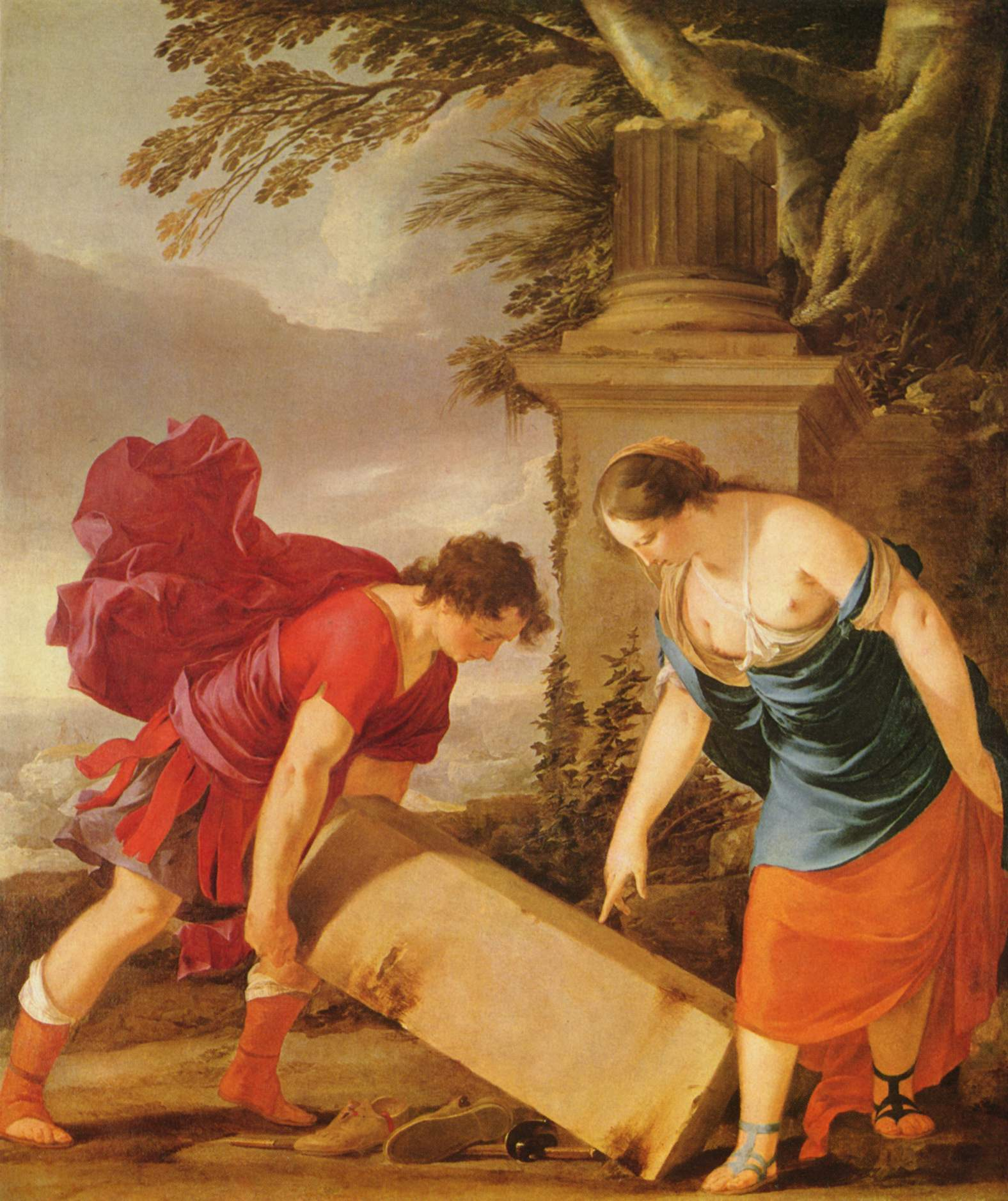
Aithra a její syn Théseus, autor: Laurent de La Hyre (1606–1656)

Aithra nebo Aitra (řecky Αἴθρα – Aithra, latinsky Aethra) je postava z řecké mytologie, dcera troizénskeho krále Pitthea.
V mýtech zastává Aithra významné místo a to především proto, že se s athénským králem Aigeem (nebo s bohem Poseidónem) stala matkou Thésea, jednoho z největších řeckých hrdinů. Když Théseus unesl krásnou Helenu (před únosem Parida), její bratři Kastor a Polydeukes ji zachránili a za trest odvedli jeho matku Aithru, která pak musela Heleně sloužit jako otrokyně. Později když Paris unesl Helenu do Tróje, Aithra ji následovala.
Její vnuci Akamás a Démofón ji pak při dobývání Tróje osvobodili.
V příběhu antického autora Parthenia z Nikaie poté, co Paris unesl krásnou Helenu, přišel vnuk Aithry Akamás s Diomédem do Tróje vyzvat krále Primaa a jeho syna Parida, aby Helenu vydali. Král Priamos si je vyslechl, ale oni ani přes trpělivé vyjednávání neuspěli. Během jednání uviděl Akamás dceru krále Primaa Laodiké a na první pohled se do ní zamiloval. Laodiké se Akamás také zalíbil a hned se s tím svěřila své přítelkyni Filobii, manželce dardanského krále Persea, který byl také na jednáních přítomen.
Filobia následně přesvědčila svého manžela, aby je pozval do Dardanel, kde připravili hostinu, během níž Akamás a Laodika svou lásku naplnili a po čase se jim narodil syn Mounitos, kterého pak Aithra vychovávala.
Po pádu Tróje se Mounitos s Aithra vrátili domů. Později Mounitos zemřel během lovu u Olynthu v Thrákii na kousnutí hadem  a podle Hygina si Aithra ze žalu ze ztráty svých dětí vzala život.